# Henk Smits
Hendricus (Henk) Smits (Baarlo, 7 mei 1947) is een voormalig wielrenner of wegrenner uit Nederland.

## Sportieve carrière
Smits begon met wielrennen bij de club Olympia Baarlo.
In de Vredeskoers 1973 maakte hij deel uit van het Nederlandse team (met Ewert Diepenveen, Cor Hoogedoom, Piet Legierse, Hermanus Lenferink en Comelius Boersma). Bij de overwinning van Ryszard Szurkowski eindigde hij als 41e in het eindklassement. Hij eindigde de Ronde van Polen van 1973 als 24e in het algemeen klassement. In 1976 nam hij voor Nederland deel aan de Britse Milk Race.
Smits kwam uit voor de Nederlandse amateur-wielerploegen Ovis en Hebro-Flandria.

## Successen
Hij was de algemene winnaar in de Ronde van Luik (Tour de Liège) in 1974 en won een etappe, net als in 1975. De etappekoers Ronde van Namen (Tour de la Province de Namur) won hij ook in 1974.
In de DDR Tour van 1974 eindigde hij als vierde in de 6e etappe: Dessau - Nordhausen, 143 km, op 5 september 1974 en als vijfde in de 7e etappe: Quer durch den Harz, 134 km, op 6 september 1974 (beide etappes waren ook geklasseerd als Harzrundfahrt). Hij werd 14e in het algemeen individueel klassement.
In 1978 won hij een etappe en een wedstrijd in België.

## Weblinks
- Profiel op dewielersite.net
- (en)  Profiel van Henk Smits op ProCyclingStats
- (en)  Profiel van Henk Smits op Firstcycling.com
- Profiel van Henk Smits op De wielersite